# Cardinalis cardinalis
Cardeal-nortenho (Cardinalis cardinalis) é uma ave passeriforme da família Cardinalidae, encontrada no América do Norte. Os machos de tais aves possuem plumagem inteiramente vermelha, remetendo à coloração vermelha da vestimenta dos cardeais católicos, com exceção da face e da garganta, que são negras.
No Brasil, as aves denominadas cardeais, como o cardeal-de-topete-vermelho (Paroaria coronata) e o cardeal-do-nordeste (Paroaria dominicana), pertencem à família dos fringilídeos

## Cardeal-do-Norte na cultura popular
O cardeal do Norte foi a inspiração do Red, e Terrence da franquia Angry Birds.